# Carmo (Rio de Janeiro)
Carmo is een gemeente in de Braziliaanse deelstaat Rio de Janeiro. De gemeente telt 17.198 inwoners (schatting 2022).

## Aangrenzende gemeenten
De gemeente grenst aan Cantagalo, Duas Barras, Sapucaia, Sumidouro, Além Paraíba (MG) en Volta Grande (MG)

## Geboren
- Egberto Gismonti (1947), multi-instrumentalist